# درگیری جنسی درون‌لوکوس
درگیری جنسی درون‌لوکوس (به انگلیسی: Intralocus sexual conflict) نوعی درگیری جنسی است که زمانی رخ می‌دهد که یک جایگاه ژنتیکی دارای آلل‌هایی باشد که اثرات متضادی بر برازش هر جنس دارد، به طوری که یک آلل تناسب اندام مردان را بهبود می‌بخشد (به قیمت ماده‌ها)، در حالی که آلل جایگزین بهبود می‌یابد. برازش ماده‌ها (به هزینه نرها). چنین چندریختی‌های «متضاد جنسی» در نهایت توسط دو نیرو ایجاد می‌شوند: (۱) نقش‌های تولیدمثلی متفاوت هر جنس، مانند درگیری‌ها بر سر راهبرد جفت‌گیری بهینه، و (ب) ژنوم مشترک هر دو جنس، که برای بیشتر صفات همبستگی ژنتیکی مثبت بین جنس ایجاد می‌کند. در درازمدت، درگیری جنسی درون‌لوکوس زمانی حل می‌شود که سازوکارهای ژنتیکی فرگشت یابد که همبستگی‌های ژنتیکی بین جنسیت بین صفات را از هم جدا کند. این را می‌توان، برای مثال، از طریق تکامل ژن‌های وابسته به جنس یا محدود به جنسی به دست آورد.
درگیری جنسی درون‌لوکوس را می‌توان نوعی ناسازگاری در نظر گرفت، زیرا سبب انحراف هر دو جنس از حد مطلوب برازش می‌شود و هر دو جنس صفت‌هایی را بیان می‌کنند که برای برازش آن جنس کمتر از حد مطلوب است. درگیری جنسی درون‌لوکوس را می‌توان نوعی چندنمودی نیز در نظر گرفت، که در آن انواع ژنتیکی به جای اثرات متضاد بر اجزای مختلف برازش (مانند بقا در برابر موفقیت جفت‌گیری)، اثرات متضاد بر طبقات مختلف افراد در یک جمعیت (یعنی نرها و ماده‌ها) دارند. درگیری جنسی درون‌لوکوس پیامدهای مهمی برای تکامل دوریختی جنسی، تکامل کروموزوم‌های جنسی و حفظ تنوع ژنتیکی دارد.